# Vaudoise aréna
Pour la patinoire provisoire, voir Malley 2.0.
Pour l'ancien stade, voir Patinoire de Malley.
La Vaudoise aréna est un complexe sportif dédié à des activités sur glace, ainsi qu'à des événements divers, inauguré en 2019 et situé sur le territoire de la commune vaudoise de Prilly, en Suisse.

## Histoire
Le site est construit sur le site de l'ancienne Patinoire de Malley en vue des Jeux olympiques de la jeunesse d'hiver de 2020. Il aurait également dû accueillir les Mondiaux 2020 de hockey sur glace, sa capacité étant toutefois réduite à 8 500 pour cette compétition, annulée en raison de la pandémie de Covid-19. Celui-ci comprend trois patinoires (dont la principale est en grande partie utilisée pour les matchs du Lausanne HC et d'une capacité de 9 600 places) et des centres aquatiques, d'escrime et de tennis de table. Durant les travaux, les clubs de hockey locaux évoluent dans une patinoire provisoire : Malley 2.0.
Provisoirement nommé Espace Malley, le complexe adopte finalement son appellation en septembre 2018, après un accord avec la compagnie d'assurance.
Le 24 septembre 2019 a lieu le match d'inauguration comptant pour une journée du championnat de Suisse 2019-2020 entre Lausanne et Genève-Servette. Les Genevois remportent ce derby lémanique sur le score de 5-3. Le joueur du Genève-Servette Tommy Wingels inscrit le premier but du match au bout de 10 secondes et devient donc le premier joueur à inscrire un but à la Vaudoise Arena,,.
Le Centre aquatique est inauguré le 4 septembre 2022, qui compte quatre espaces : un bassin olympique de 50 m, une fosse de plongeon, un bassin dédié à la détente et à l'apprentissage et une pataugeoire.

## Événements
Le 30 septembre 2019, le Lausanne HC accueille les Flyers de Philadelphie, une équipe de la LNH, pour un match de gala dans le cadre des « 2019 NHL Global Series Challenge ». Menant 4-0 en début de deuxième tiers, l'équipe suisse résiste en fin de match à la remontée de la franchise de Pennsylvanie pour finalement signer un succès de prestige (4-3).
En février 2020, l'arène accueille un premier événement sportif international avec les Jeux olympiques de la jeunesse. Plus tard, elle est le théâtre de la finale de la Coupe de Suisse entre le HC Ajoie et le HC Davos, rencontre remportée par les Jurassiens, pourtant pensionnaires de la ligue inférieure, sur le score sec de 7-3.
En avril 2020, l'enceinte doit accueillir le championnat du monde de hockey, avec comme site principal le Hallenstadion de Zurich, mais la compétition est annulée en raison de la pandémie de Covid-19. La Suisse organisera l'édition 2026, mais à la Swiss Life Arena (Zurich) et à la BCF Arena (Fribourg).
En juillet 2020, l'enceinte doit être l'hôte des championnats du monde de pétanque, mais la compétition est repoussée d'une année pour les mêmes raisons.